# Rappresentazione cartografica di Cassini-Soldner
La rappresentazione di Cassini-Soldner, cioè la rappresentazione di Cassini perfezionata da Soldner, è una rappresentazione afilattica nella quale non vengono perciò conservati né gli angoli né le aree. Consiste nello sviluppare sulle generatrici di un cilindro tangente all'ellissoide lungo un meridiano centrale le corrispondenti geodetiche perpendicolari al meridiano stesso, e nello sviluppare poi tale cilindro su un piano, assumendo come assi coordinate la retta su cui si sviluppa il meridiano principale e la perpendicolare alla stessa in un punto centrale della zona, ritenuto "origine" delle coordinate.